# Котінуса
Котінуса (за популярною етимологією — «острів маслин») — острів, що в давнину існував в Атлантичному океані навпроти гирла річки Гвадалете.
У 80-і роки XII ст. до н. е. на південному узбережжі острова фінікійцями був збудований храм Мелькарта. Південне узбережжя використовували для поховання своїх небіжчиків мешканці сусіднього Гадіра. Згодом був з'єднаний із островом Еріфія, а пізніше — і з материком. За середньовіччя мав назву «острів Святого Петра» (Сан-Педро).